# Таразький арматурний завод
Таразький арматурний завод – підприємство металургійної галузі, майданчик якого знаходиться на півдні Казахстану в місті Тараз.
В 2023 році у Таразі став до ладу прокатний стан, який може випускати арматуру круглого та періодичного профілю діаметром від 10 до 32 мм.
Проектна річна потужність заводу становить 350 тисяч тон.